# Dąbrówka (gmina Krasocin)
Dąbrówka (dawn. Dąbrówka Czostkowska) – wieś sołecka w Polsce, położona w województwie świętokrzyskim, w powiecie włoszczowskim, w gminie Krasocin.
| SIMC    | Nazwa  | Rodzaj     |
| ------- | ------ | ---------- |
| 1019674 | Piachy | przysiółek |

W latach 1975–1998 miejscowość należała administracyjnie do województwa kieleckiego.